# Tarnowica (obwód lwowski)
Tarnowica, Bruchnal (ukr. Терновиця, Ternowycia) – wieś na Ukrainie, w obwodzie lwowskim, w rejonie jaworowskim, na zachód od Lwowa, nad potokiem Hnojowiec. Około 1000 mieszkańców.

## Historia
Pierwsze wzmianki z roku 1376 i 1408 odnotowują jako dziedzica tych ziem księcia opawskiego i raciborskiego Wacława. Wieś Bruchnal, własność Herburtów z nadania Władysława Opolczyka w XIV wieku, położona w powiecie lwowskim ziemi lwowskiej. W 1514 za przywilejem królewskim wieś Bruchnal zakładają Jan (Iohann Herborth de Bruchnal, syn Fryderyka i Heleny z Odnowa), Andrzej i Mikołaj Herburtowie z Felsztyna będący wcześniej dziedzicami tych dóbr. W roku 1531 Andrzej Herburt sprowadzi do swoich dóbr kolonistów różnych specjalności z Moraw i Śląska.
Po Herburtach wieś przechodzi we władanie Mikołaja Stogniewskiego (de Stogniewo), wielkiego oboźnego koronnego i starostę chmielnickiego. Własność Aksmanickich herbu Leliwa. Podczas nawały rosyjsko-tatarskiej pod Bruchnalem bronił się Stanisław Rewera Potocki. W okresie II Rzeczypospolitej miejscowość posiadała charakter małomiasteczkowy. Pod koniec XIX wieku wieś była własnością hr. Jana Kantego Szeptyckiego.
W II Rzeczypospolitej miejscowość była siedzibą gminy wiejskiej Bruchnal w województwie lwowskim.
W roku 1928 wieś liczyła 1003 mieszkańców. Przed 1939 właścicielem wsi był hr. Leon Szeptycki. Po agresji ZSRR na Polskę 17 września 1939 wieś została okupowana przez Armię Czerwoną i anektowana przez ZSRR. 
W latach 1943–1945 nacjonaliści ukraińscy z OUN-UPA zamordowali tutaj 25 Polaków.
Po 1945 ludność polska została wysiedlona z tych ziem.
Miejscowość zapisała się znacząco w historii dzięki walkom toczonym w ramach bitwy pod Gródkiem Jagiellońskim (29 września 1655).

## Religia
Parafia rzymskokatolicka bruchnalska należała początkowo do archidiecezji lwowskiej, następnie do dekanatu jaworowskiego (diecezja przemyska). Należały do niej wsie Berdychów i Podłuby. W 1880 wieś zamieszkana była przez 1022 mieszkańców. Cała rzymskokatolicka parafia bruchnalska liczyła w tym czasie 598 katolików, 200 protestantów oraz 60 wyz. mojżeszowego. W drugiej połowie XIX wieku przez ponad 30 lat proboszczem parafii rzymskokatolickiej był ks. Marcin Uzarski.
Parafia greckokatolicka należała do dekanatu jaworowskiego w diecezji przemyskiej. W parafii bruchnalskiej chrzest przyjęli synowie Jana Kantego Szeptyckiego i Zofii z Fredrów Szeptyckiej: Stefan (1862–1864), Jerzy Piotr (1863–1880), Roman Aleksander Maria (1865–1944, przyszły arcybiskup metropolita lwowski i halicki Andrzej Szeptycki), Aleksander Maria Dominik (1866–1940), Stanisław Maria (1867-1950), Kazimierz Maria (1869–1951) i Leon Józef Maria (1877–1939).

## Zabytki
- dawny  murowany, parafialny kościół rzymskokatolicki wybudowany w latach 1645-1650 przez Mikołaja Stogniewskiego. Pierwotnie świątynia była zborem kalwińskim, w 1710 r. erygowany jako świątynia rzymskokatolicka pw.  Świętej Trójcy. Od tego czasu kościół był kilkakrotnie przebudowywany, w szczególności w latach 1716-1718, kiedy zbudowano drewnianą dzwonnicę. 9 października 1718 r. lwowski biskup pomocniczy Jan Feliks Szaniawski konsekrował świątynię. Parafia należała do archidiecezji lwowskiej do 1784 r., kiedy to została przeniesiona do diecezji przemyskiej na podstawie porozumień między władzami tych diecezji. W górnej części murów kościoła otwory strzelnicze. W świątyni zachowały się marmurowe nagrobki Piotra (1808-1843)[5] i Róży (1808-1888)[6] Szeptyckich.[7]
- zamek[8]

## Galeria

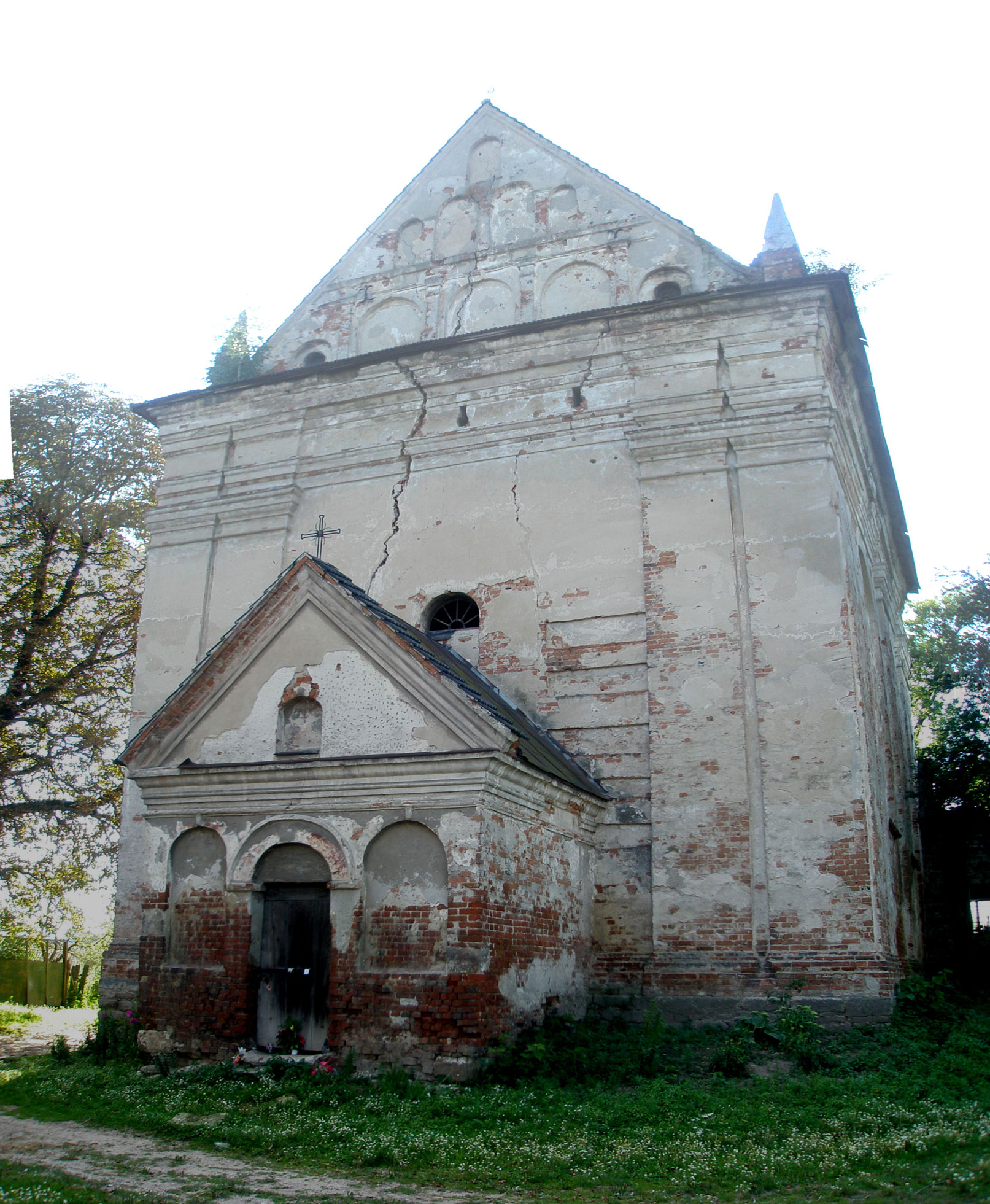
kościół
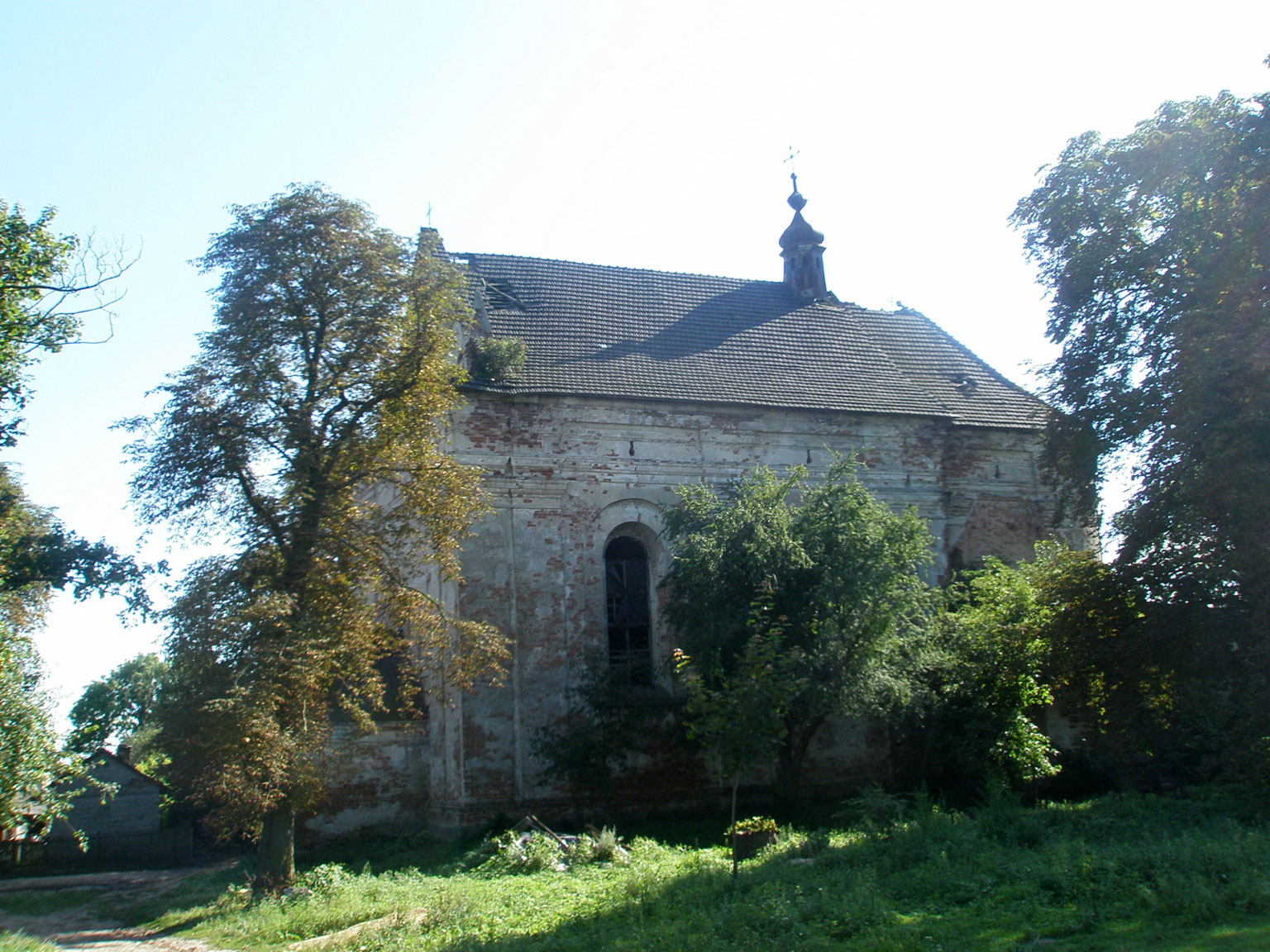
kościół